# ESC menetstabilizáló
Az ESC (Elektronikus Stabilitás Szabályozás - Electronic Stability Control) a pályaelhagyásos balesetek számát hivatott csökkenteni,  ezért igen fontos szerepet kap a mai modern autóknál, és elengedhetetlen a nagy teljesítményű sportautók és luxusautók kordában tartása érdekében. Ha a gépkocsi a saját tengelye körül hirtelen elfordul, a kormánymozdulatokra nem megfelelően reagál, akkor elveszti a stabilitását. Az ESC az irányeltérési szögsebességet méri (rezgőhengeres girométerrel), és ha ez eltér a normálistól, az ESC beavatkozik. Szükségtől függően vagy csak a kerekekre leadott vonóerőt mérsékli, vagy, ha ez kevésnek bizonyulna, egymástól teljesen függetlenül fékezi a megfelelő kerekeket is. Az ESC értékeli az ABS féknyomás- és kerékfordulatszám-érzékelőinek az adatait is, s ezek függvényében határozza meg a szükséges beavatkozásokat.

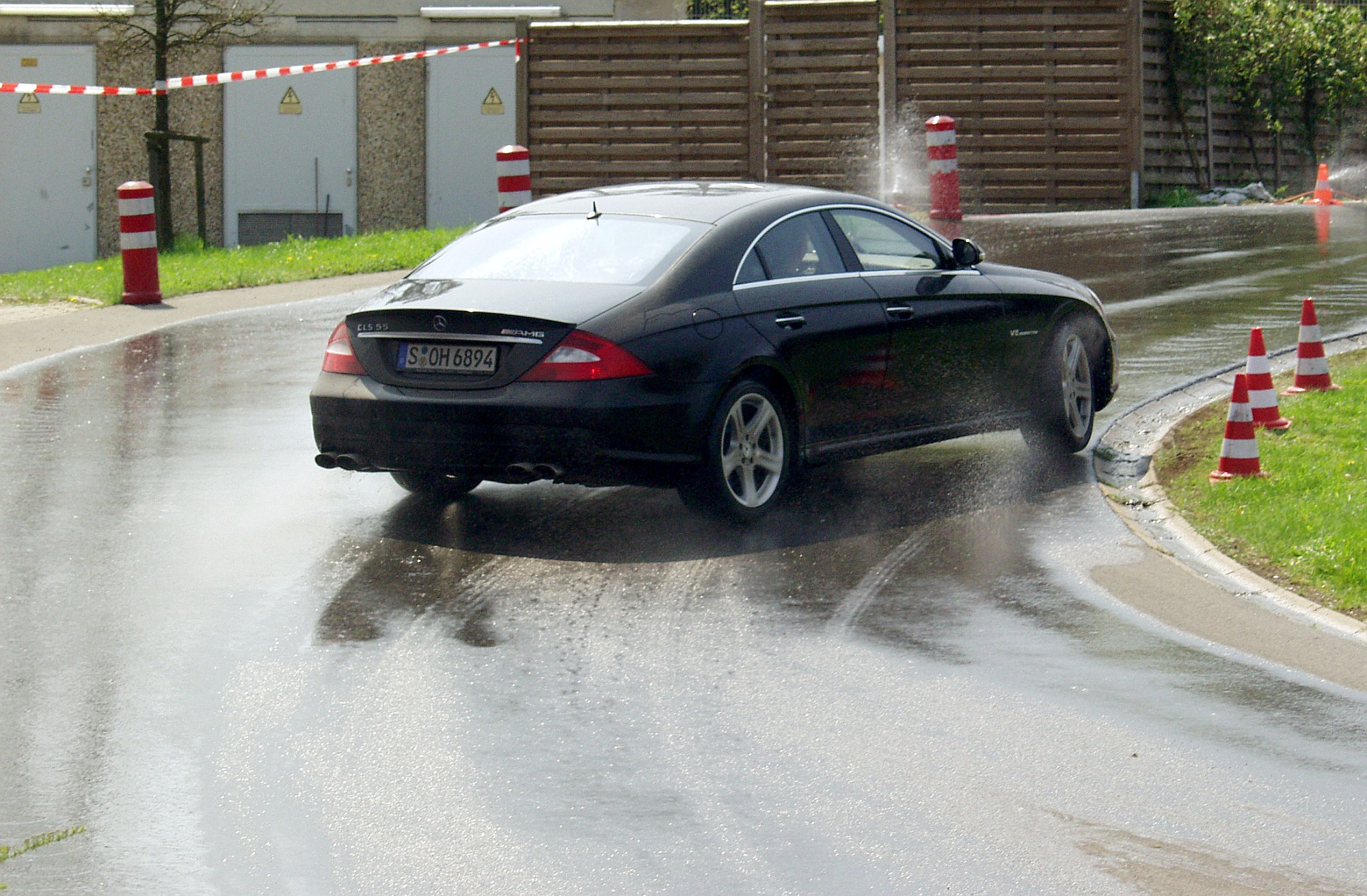
A kontrollálhatatlanná váló csúszások megelőzése a feladata.

## Működési elve
A működés elve alapvetően egyszerű, ám annak megvalósítása igencsak jelentős technikai és technológiai fejlődés eredménye. A gépjármű tényleges mozgását a kerékfordulatszám-érzékelők (ABS jeladók), a keresztirányú gyorsulásérzékelő és a perdületérzékelő jelei alapján határozza meg az elektronika, s ez kerül összehasonlításra a vezető által kijelölt útiránnyal. Ha a két pálya egymással megegyezik, nincs szükség beavatkozásra, ellenkező esetben azonban két szituációt különböztetünk meg. Amennyiben a gépjármű túlkormányzottá válik, abban az esetben kezdetben a motorelektronika csökkenti a nyomatékot, hogy a kerekeken növekedjen az oldalvezető erő. Ha ez nem lenne elegendő a stabilitás visszanyeréséhez, a rendszer a kanyar külső ívén gördülő első kerekére fékezőnyomást vezérel ki, melynek hatására a jármű kissé lassul és az így keletkező perdítőnyomaték a gépkocsit a megfelelő irányba tudja terelni.

## Története
Először 1995-ben a Mercedes-Benz W140-esben mutatták be, majd az S osztályban (1998) alkalmazták. A technika kifejlesztését a BOSCH és a Daimler közösen végezte. A Daimler részéről Reinhard Resch osztrák mérnök tervei alapján készült el a rendszer.  A sorozatgyártás óta a fejlesztések folyamatosak, és a rendszer az évek múlásával egyre okosabb, könnyebb és kisebb lett. A régen majdnem ötkilós szerkezet ma bő másfél kiló és 2014-re a kilencedik generációját tapossa. Nemcsak egyszerűbb beépíteni, de költségtakarékosabb is. A százmilliomodik ESC-t 2013-ban készítették el. A modern vezetéstámogató rendszerek ma már az ESC-re épülve könnyítik meg a vezetők dolgát, és a rendszer a biztonságos vezetés mellett a kényelmet is igyekszenek szolgálni.

## Elnevezése
Az ESC (Elektronikus Stabilitás Szabályozás - Electronic stability control ) az általános megnevezés az Európai Autógyártók Szövetsége, az Észak-Amerikai Autótervezők Társasága és a Japán Autógyártók Szövetsége mellett több világszervezetnek. Emellett az autógyártók a saját fejlesztésük elkülönítésére változatos kereskedelmi neveket használnak:

ESC aktivitást jelző egyik ikon

ESC aktivitást jelző egyik ikon

- Acura: Vehicle Stability Assist (VSA) (korábban CSL 4-Drive TCS)
- Alfa Romeo: Vehicle Dynamic Control (VDC)
- Audi: Electronic Stability Program (ESP)
- Bentley: Electronic Stability Program (ESP)
- BMW: A Robert BOSCH GmbH és Continental (TEVES) cégekkel - közös kifejlesztő Dynamic Stability Control (DSC) (Dynamic Traction Control rendszerrel)
- Bugatti: Electronic Stability Program (ESP)
- Buick: StabiliTrak
- Cadillac: StabiliTrak és StabiliTrak 3.0 aktív alső kerék kormányzással (AFS)
- Chery: Electronic Stability Program
- Chevrolet: StabiliTrak; Active Handling (csak Corvette & Camaro)
- Chrysler: Electronic Stability Program (ESP)
- Citroën: Electronic Stability Program (ESP)
- Daihatsu: Vehicle Stability Control (VSC)
- Dodge: Electronic Stability Program (ESP)
- Daimler: Electronic Stability Program (ESP)
- Fiat: Electronic Stability Program (ESP) és Vehicle Dynamic Control (VDC)
- Ferrari: Controllo Stabilità (CST)
- Ford: AdvanceTrac with Roll Stability Control (RSC) és Interactive Vehicle Dynamics (IVD) illetve Electronic Stability Program (ESP); Ausztráliában Dynamic Stability Control (DSC)
- General Motors: StabiliTrak
- Honda: Vehicle Stability Assist (VSA) (korábban CSL 4-Drive TCS)
- Holden: Electronic Stability Program (ESP)
- Hyundai: Electronic Stability Program (ESP), Electronic Stability Control (ESC) és Vehicle Stability Assist (VSA)
- Infiniti: Vehicle Dynamic Control (VDC)
- Isuzu: Electronic Vehicle Stability Control (EVSC)
- Jaguar: Dynamic Stability Control (DSC)
- Jeep: Electronic Stability Program (ESP)
- Kia: Electronic Stability Control (ESC) és Electronic Stability Program (ESP)
- Lamborghini: Electronic Stability Program (ESP)
- Land Rover: Dynamic Stability Control (DSC)
- Lexus: Vehicle Dynamics Integrated Management (VDIM) és Vehicle Stability Control (VSC)
- Lincoln: AdvanceTrac
- Maserati: Maserati Stability Program (MSP)
- Mazda: Dynamic Stability Control (DSC) (kiegészítve a "Dynamic Traction Control" rendszerrel)
- Mercedes-Benz A Robert BOSCH GmbH és BMW-vel közösen kifejlesztői: Electronic Stability Program (ESP)
- Mercury: AdvanceTrac
- Mini: Dynamic Stability Control
- Mitsubishi: Active Skid and Traction Control MULTIMODE és Active Stability Control (ASC)
- Nissan: Vehicle Dynamic Control (VDC)
- Oldsmobile: Precision Control System (PCS)
- Opel: Electronic Stability Program (ESP) és Trailer Stability Program (TSP)[4]
- Peugeot: Electronic Stability Program (ESP)
- Pontiac: StabiliTrak
- Porsche: Porsche Stability Management (PSM)
- Proton: Electronic Stability Control (ESC) vagy Vehicle Dynamics Control  (VDC)
- Renault: Electronic Stability Program (ESP)
- Rover Group: Dynamic Stability Control (DSC)
- Saab: Electronic Stability Program (ESP)
- Saturn: StabiliTrak
- Scania: Electronic Stability Program (ESP)[5]
- SEAT: Electronic Stability Program (ESP)
- Škoda: Electronic Stability Program (ESP) és Electronic Stability Control (ESC)
- Smart: Electronic Stability Program (ESP)
- Subaru: Vehicle Dynamics Control  (VDC)
- Suzuki: Electronic Stability Program (ESP)
- Toyota: Vehicle Stability Control (VSC) vagy Vehicle Dynamics Integrated Management (VDIM)
- Tesla: Electronic Stability Control
- Vauxhall: Electronic Stability Program (ESP)
- Volvo: Dynamic Stability and Traction Control (DSTC)
- Volkswagen: Electronic Stability Program (ESP)

## Törvényi szabályozás
Az ESP 2014. november 1-től minden újonnan üzembehelyezett gépjármű esetében kötelező szériatartozék kell legyen. Az EU területén ESP nélkül szerelt gépjármű ezután már nem hozható forgalomba.